# Syntormon giordanii
Syntormon giordanii är en tvåvingeart som beskrevs av Negrobov och Loïc Matile 1975. Syntormon giordanii ingår i släktet Syntormon och familjen styltflugor. Inga underarter finns listade i Catalogue of Life.